# Medaliści mistrzostw świata w kolarstwie górskim – eliminator
Pełna lista medalistów i medalistek mistrzostw świata w kolarstwie górskim w eliminatorze.

## Mężczyźni
| Rok  | Złoto              | Srebro            | Brąz                |
| ---- | ------------------ | ----------------- | ------------------- |
| 2012 | Ralph Näf          | Miha Halzer       | Daniel Federspiel   |
| 2013 | Paul van der Ploeg | Daniel Federspiel | Catriel Andrés Soto |
| 2014 | Fabrice Mels       | Emil Lindgren     | Kévin Miquel        |
| 2015 | Daniel Federspiel  | Samuel Gaze       | Simon Gegenheimer   |
| 2016 | Daniel Federspiel  | Simon Gegenheimer | Fabrice Mels        |

## Kobiety
| Rok  | Złoto              | Srebro              | Brąz                  |
| ---- | ------------------ | ------------------- | --------------------- |
| 2012 | Alexandra Engen    | Jolanda Neff        | Aleksandra Dawidowicz |
| 2013 | Alexandra Engen    | Jolanda Neff        | Linda Indergand       |
| 2014 | Kathrin Stirnemann | Linda Indergand     | Ingrid Bøe Jacobsen   |
| 2015 | Linda Indergand    | Ingrid Bøe Jacobsen | Kathrin Stirnemann    |
| 2016 | Linda Indergand    | Kathrin Stirnemann  | Ramona Forchini       |

## Tabela medalowa
| Miejsce | Państwo       |   |   |   | Razem |
| ------- | ------------- | - | - | - | ----- |
| 1.      | Szwajcaria    | 4 | 4 | 3 | 11    |
| 2.      | Austria       | 2 | 1 | 1 | 4     |
| 3.      | Szwecja       | 2 | 1 | 0 | 3     |
| 4.      | Belgia        | 1 | 0 | 1 | 2     |
| 5.      | Australia     | 1 | 0 | 0 | 1     |
| 6.      | Norwegia      | 0 | 1 | 1 | 2     |
| 6.      | Niemcy        | 0 | 1 | 1 | 2     |
| 8.      | Nowa Zelandia | 0 | 1 | 0 | 1     |
| 8.      | Słowenia      | 0 | 1 | 0 | 1     |
| 10.     | Argentyna     | 0 | 0 | 1 | 1     |
| 10.     | Francja       | 0 | 0 | 1 | 1     |
| 10.     | Polska        | 0 | 0 | 1 | 1     |